# Cornificius
Cornificius este un retor latin de la începutul secolului I î.Chr.

## Date generale
Nu există informații asupra vieții lui Cornificius sau exemplare ale lucrărilor sale. Opera sa este cunoscută din lucrările lui Quintilian  și el un retor latin, care în  Institutio Oratoria citează figuri retorice de stil pe care le-a preluat dintr-un “Tratat de figuri de stil” al lui Cornificius.
Există însă o lucrare de retorică, nesemnată, apărută în perioada războiului civil Roman, probabil în intervalul dintre moartea lui Gaius Marius și dictatura lui Lucius Cornelius Sulla, între anii 86 și 82 î.Chr. Lucrarea, dedicată unui anumit Quintus Herrenius, și cunoscută sub numele de ‘’’Rhetorica ad Herrenum’’’ i-a fost adeseori atribuită lui Cornificius.

## Rhetorica ad Herrenum
În istoria retoricii romane, “Rhetorica” se plasează după perioada Marcus Antoniu Gripho, dar o precede pe cea a lui Quintus Hortensius și Marcus Tullius Cicero: această cronologie nu este totuși certă. Autorul lucrării a rămas necunoscut, deoarece prima pagină a manuscrisului s-a pierdut.
Autorul precizează că a scris lucrarea pentru a-i face un serviciu prietenului său Herennius, promițând să mai scrie și alte lucrări (despre gramatică, probleme militare și administrație politică) pentru instruirea acestuia. El își exprimă disprețul pentru retorii de rând care predau în școli, considerând că sunt dialecticieni capabili să despice firul de păr dar în același timp nu îndrăznesc să vorbească și să-și pronunțe propriul nume, de teamă de a se exprima în mod ambiguu. În final, autorul recunoaște că retorica nu este cea mai însemnată realizare a sa, considerând că filozofia este mai demnă de atenție. Din lucrare mai rezultă că era un activ susținător al partidului popular al lui Marius. 
Rhetorica ad Herennium este cea mai veche lucrare latină de retorică.Ea conține prima descriere cunoscută a metodei loci, o tehnică mnemonică. De asemenea ea cuprinde prima prezentare completă a memorizării discursurilor (memoria).
Lucrarea nu pare să fi fost foarte cunoscută în antichitate, dar a fost copiată de multe ori în perioada Evului mediu și a Renașterii, când era utilizată, împreună cu lucrarea lui Cicero De Inventione pentru predarea retoricii.
Importanța lucrării pentru arta retoricii nu constă nici în elementele inovatoare, nici în profunzinea ei; lucrările despre retorică ale lui Aristotel,  Cicero sau Quintilian sunt mult mai importante și mai influente. Succesul lucrării se datorește faptului că se orientează mult mai puțin spre bazele filozofice ale retoricii, punând accentul principal pe aplicațiile practice și pe exemple, elemente care au fost apreciate în perioada evului mediu și mai târziu. 
Un alt aspect important al lucrării este că ea creează o imagine despre dezvoltarea retoricii latine. Ea păstrează, fără îndoială, caracterul grecesc în doctrina sa și sintetizează multe idei elenistice ale predecesorilor, inclusiv Isocrate, Aristotel, Theophrast și Hermanagora. Totuși discuția despre stilul elocvent (elocutio) este cea mai veche prezentare a stilului latin de oratorie și multe exemple se referă la evenimente contemporane romane. Acest nou stil a înflorit în secolele următoare și a constituit baza dezvoltărilor explozive ale oratoriei și literaturii romane în secolul următor.

## Atribuirea volumului “Rhetorica”
Diferiți cercetători au încercat să determine cine a fost autorul volumului Rhetorica.
O prim grup de cercetători i-au atribuit lucrarea lui Cicero. Sfântul Hieronim din Stridon, Priscian și alții i-au atribuit lucrarea lui Cicero  Unii dintre ei au numit chiar 
”Rhetorica prima” lucrarea lui Cicero De inventione  și  Rhetorica secunda lucrarea dedicată lui Herennius.  
Există asemănări importante între “De Inventione” și “ Rhetorica” : exemplele și citatele sunt adeseori aceleași. De asemenea, ambele lucrări au aceleași subdiviziuni și exprimările sunt similare. Dar aceste asemănări se pot explica printr-o aceeași lucrare care a stat la baza ambelor volume, sau prin faptul că Cicero a putut consulta un exemplar din Rhetorica. Susținătorii paternității lui Cicero citează faptul că în Rhetorica se dau ca exemple de ambiguitate construcții ca Tullius heres meus Terentiae uxori meae, etc. și arătând că fiul lui Cicero se numea Tullius iar soția sa Terentia. Ceea ce acești apologeți par să ignore este că Tullius s-a născut abea în 65 î.Chr,, și Cicero s-a însurat cu Terentia abea în 79 î, Chr., ambele date fiind ulterioare datei de publicare a volumului. De alfel primul care atribuie Rhetorica lui Cicero este Sfântul Hieronim. 
Analiza lucrării scoate în evidență și diferențe majore. Asftel, “De Inventione” este opera unui tânăr. pe când “Rhetorica” este cea a unui om matur. Pe de altă parte, autorul Rhetoricii  recunoaște în lucrare că nu este un diletant care a scris volumul doar pentru a face plăcere unui prieten. Orientările politice și literare ale Rhetoricii nu sunt aceleași cu cele ale lui Cicero. Autorul Rhetoricii este un aprig susțnător al  partidului lui Marius, pe când Cicero nu a dovedit nicicând o asemenea ardoare. Autorul Rhetoricii este un convins adversar al grecilor și își ia modelele din istoria contemporană, pe când Cicero îi consideră pe greci ca fiind niște învățați pe care îi citează în mod continuu. Din aceste motive, în prezent, teoria paternității lui Cicero asupra Rhetoricii este abandonată de majoritatea specialiștilor.
Alți cercetători consideră că volumul este opera lui Cornificius. Argumentul principal în favoarea acestei identificări îl constituie faptul că multe din pasajele citate de Quintilian ca fiind ale lui Cornificius sunt reproduse în Rhetorica.  Dintre aceștia pot fi menționați  Petrus Victorius (1582)  Johannes Tolkiehn, (1919) și Wilhelm Kroll (1934) și această atribuire este menținută și în ediția critică publicată recent la Budapesta. În discuțiile sale,  Kayser scoate în evidență mai multe coincidențe dintre vederile lui Cornificius . așa cum au fost citate de Quintilian -  și tratatul Rhetorica.
Chiar dacă, în prezent, mulți cercetători acceptă acest punct de vedere, problema nu a fost niciodată rezolvată în mod definitiv.
Friedrich Marx,  unul dintre editorii germani din secolul al XIX-lea al lucrărilor clasice latine a emis ipoteza că nici autorul volumului Rhetotica nici Cicero nu au produs lucrări originale, dar au utilizat materiale care proveneau de la școala din Rhodos. Nici unul dintre ei nu ar fi utilizat direct aceste materiale dar ar fi reprodus versiuni revizuite de retorii ale căror cursuri le-au urmat, singura parte care le aparține fiind introducerea. Marx mai consideră că acele cursuri pe care se bazează tratatul lui Cicero sunt anterioare celor pe care le-a urmat autorul Rhetoricii.
Alții autori moderni au susținut atribuirea lucrării unor autori ca  L. Aelius Stilo, Marcus Antonius Gnipho, and Ateius Praetextatus